# Comuna de Wolanów
Wolanów (polaco: Gmina Wolanów) é uma gminy (comuna) na Polónia, na voivodia de Mazóvia e no condado de Radomski. A sede do condado é a cidade de Wolanów.
De acordo com os censos de 2004, a comuna tem 8206 habitantes, com uma densidade 99 hab/km².

## Área
Estende-se por uma área de 82,85 km², incluindo:
- área agrícola: 87%
- área florestal: 5%

## Demografia
Dados de 30 de Junho 2004:
|                      | Total   | Total | Mulheres | Mulheres | Homens  | Homens |
| -------------------- | ------- | ----- | -------- | -------- | ------- | ------ |
|                      | pessoas | %     | pessoas  | %        | pessoas | %      |
| População            | 8206    | 100   | 4065     | 49,5     | 4141    | 50,5   |
| Densidade (pop./km²) | 99      | 100   | 49,1     | 49,1     | 50      | 50     |

De acordo com dados de 2002, o rendimento médio per capita ascendia a 1297,62 zł.

## Subdivisões
- Bieniędzice, Chruślice, Franciszków, Garno, Jarosławice, Kacprowice,  Kolonia Wolanów, Kowala-Duszocina, Kowalanka, Młodocin Większy, Mniszek, Podlesie, Rogowa, Sławno, Strzałków, Ślepowron, Wacławów, Waliny, Wawrzyszów, Wolanów, Wymysłów, Zabłocie.

## Comunas vizinhas
- Jastrząb, Kowala, Orońsko, Przytyk, Radom, Wieniawa, Zakrzew